# Internationale dag van de ouderen

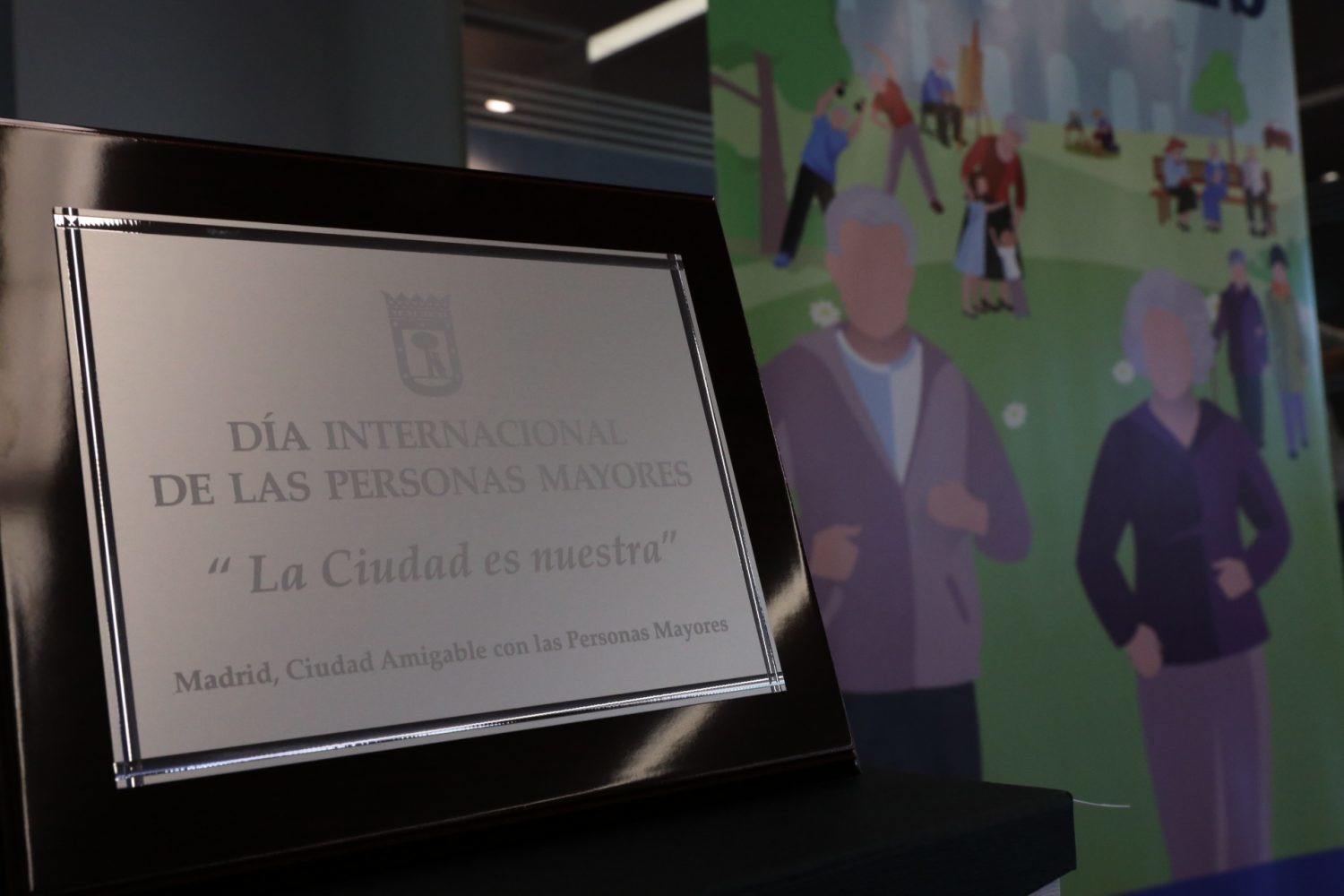
Plaque in Madrid ter ere van de Internationale dag van de ouderen.

De Internationale Dag van de ouderen wordt elk jaar op 1 oktober gevierd. Op 14 december 1990 stemde de Algemene Vergadering van de Verenigde Naties Resolutie 45/106 in die zin. De feestdag werd voor het eerst in acht genomen op 1 oktober 1991.
De viering is een aandachtspunt van ouderenorganisaties en het Programma van de Verenigde Naties inzake Vergrijzing.

## Jaarthema’s
- 1998 & 2000: Naar een samenleving voor alle leeftijden.
- 2004: Ouderen in een intergenerationele samenleving.
- 2005: Vergrijzing in het nieuwe millennium.
- 2006: Verbetering van de levenskwaliteit van ouderen: Advancing UN Global Strategies.
- 2007: Aanpak van de uitdagingen en kansen van de vergrijzing.
- 2008: Rechten van ouderen.
- 2009: Viering van de tiende verjaardag van het Internationaal Jaar van de Ouderen: Naar een samenleving voor alle leeftijden.
- 2010: Ouderen en de verwezenlijking van de Millenniumdoelstellingen.
- 2011: De groeiende kansen en uitdagingen van Global Aging.
- 2012: Levensduur: de toekomst vorm geven.
- 2013: De toekomst die we willen: Wat ouderen zeggen.
- 2014: Niemand achterlaten: Het bevorderen van een samenleving voor iedereen.
- 2015: Duurzaamheid en leeftijdsinclusiviteit in de stedelijke omgeving.
- 2016: Neem een standpunt in tegen leeftijdsdiscriminatie.
- 2017: Naar de toekomst: Het benutten van de talenten, bijdragen en participatie van ouderen in de samenleving.
- 2018: Viering van oudere mensenrechtenkampioenen.
- 2019: De reis naar leeftijdsgelijkheid.
- 2020: Pandemieën: Veranderen ze de manier waarop we omgaan met leeftijd en ouder worden?
- 2021: Digitale gelijkheid voor alle leeftijden.
- 2022: Veerkracht van ouderen in een veranderende wereld.